# Aureli Altimira

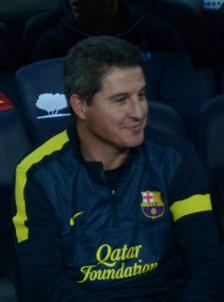
Altimira bij FC Barcelona

Aureli Altimira Hercé (Cardedeu, 21 februari 1968) is een voormalig Spaans profvoetballer. Hij speelde als aanvaller. Tegenwoordig is Altimira als fysiotherapeut werkzaam bij FC Barcelona.
Altimira kwam in 1979 bij de jeugdopleiding van FC Barcelona. Na twee seizoenen werd hij echter niet goed genoeg bevonden en vertrok Altimira naar EC Granollers. Uiteindelijk werd hij teruggehaald door Barça en van 1989 tot 1990 speelde hij in het tweede elftal. In mei 1989 speelde Altimira bovendien een oefenwedstrijd met het eerste elftal tegen CD Banyoles. Hij vertrok in 1990 naar Figueres, waar hij het beste seizoen van de club ooit meemaakte. UE Figueres haalde in 1992 de play-offs voor promotie naar de Primera División, maar daarin bleek Cádiz CF te sterk. Van 1992 tot 1995 speelde Altimira vervolgens met CD Badajoz in de Segunda División A. De laatste jaren van zijn loopbaan speelde de aanvaller bij kleine Catalaanse clubs: ACE Manlleu (1996-1997), CF Gavà (1997-2000) en AE Guíxols (2000-2002). 
Nadat Altimira zijn loopbaan als voetballer had afgesloten, werd hij fysiotherapeut. In deze functie keerde hij terug bij FC Barcelona. Altimira begon bij het hoogste jeugdelftal en FC Barcelona. In 2007 werd hij opgenomen in de staf van Josep Guardiola voor het tweede en later eerste elftal.